# الن بلیندر
الن بلیندر (انگلیسی: Alan Blinder؛ زادهٔ ۱۴ اکتبر ۱۹۴۵) یک سیاست‌مدار اهل ایالات متحده آمریکا است.